# تماشاخانه (فیلم)
تماشاخانه (انگلیسی: The Playhouse) یک فیلم کوتاه کمدی به کارگردانی ادوارد اف. کلاین و باستر کیتون است که در سال ۱۹۲۱ منتشر شد. مدت زمان این فیلم ۲۲ دقیقه است و بیشتر برای سکانس آغازینی که کیتون در آن ایفاگر تمامی نقش‌هاست، شهرت دارد.
در این فیلم باستر کیتون نقش رهبر ارکستر و تک‌تک اعضای گروه ارکستر، بازیگران، رقصندگان، دست‌اندرکاران صحنه، نوازندگان و تمامی تماشاچی‌های زن و مرد را ایفا می‌کند. به عنوان یکی از تماشاگران، کیتون رو به «زنی» در کنارش (با نقش‌آفرینی خودش) می‌گوید: «انگار این یارو، کیتون، همهٔ نمایشه».